# Waffenrod/Hinterrod
Waffenrod/Hinterrod ist ein Ortsteil der Stadt Eisfeld im thüringischen Landkreis Hildburghausen. Er setzt sich zusammen aus den Orten Waffenrod und Hinterrod.

## Geografie
Beide Orte liegen nördlich von Eisfeld auf einer Lichtung im Naturpark Thüringer Wald, auf einem Hochplateau des Thüringer Schiefergebirges bei etwa 700 Meter über NN, knapp 800 m voneinander entfernt. Durch das weiter südlich gelegene Hinterrod verläuft die Landesstraße 2053, die von Eisfeld nach Masserberg führt.

## Geschichte
Die Orte Waffenrod und Hinterrod entstanden in einer mittelalterlichen Rodungsperiode im 11./12. Jahrhundert, daher auch die Ortsnamensendung -rod. Die urkundliche Ersterwähnung beider Orte erfolgte in den 1330er Jahren.
Seit 1993 ist Waffenrod/Hinterrod ein Ortsteil von Eisfeld.

## Sehenswürdigkeiten
- Christuskirche in Waffenrod
- Steigerturm in Hinterrod
- Freizeitpark mit Sommerrodelbahn, am Waldrand südöstlich von Hinterrod